# سوريجاو ديل نورت
سوريجاو ديل نورت هي مقاطعة في الفلبين، تتبع كاراجا، بلغ عدد سكانها 442٬588 نسمة، في 2010، عاصمتها مدينة سوريجاو، تبلغ مساحتها 1٬972٫93 كيلومتر مربع، رمزها البريدي هو 8400–8425.

## معرض صور

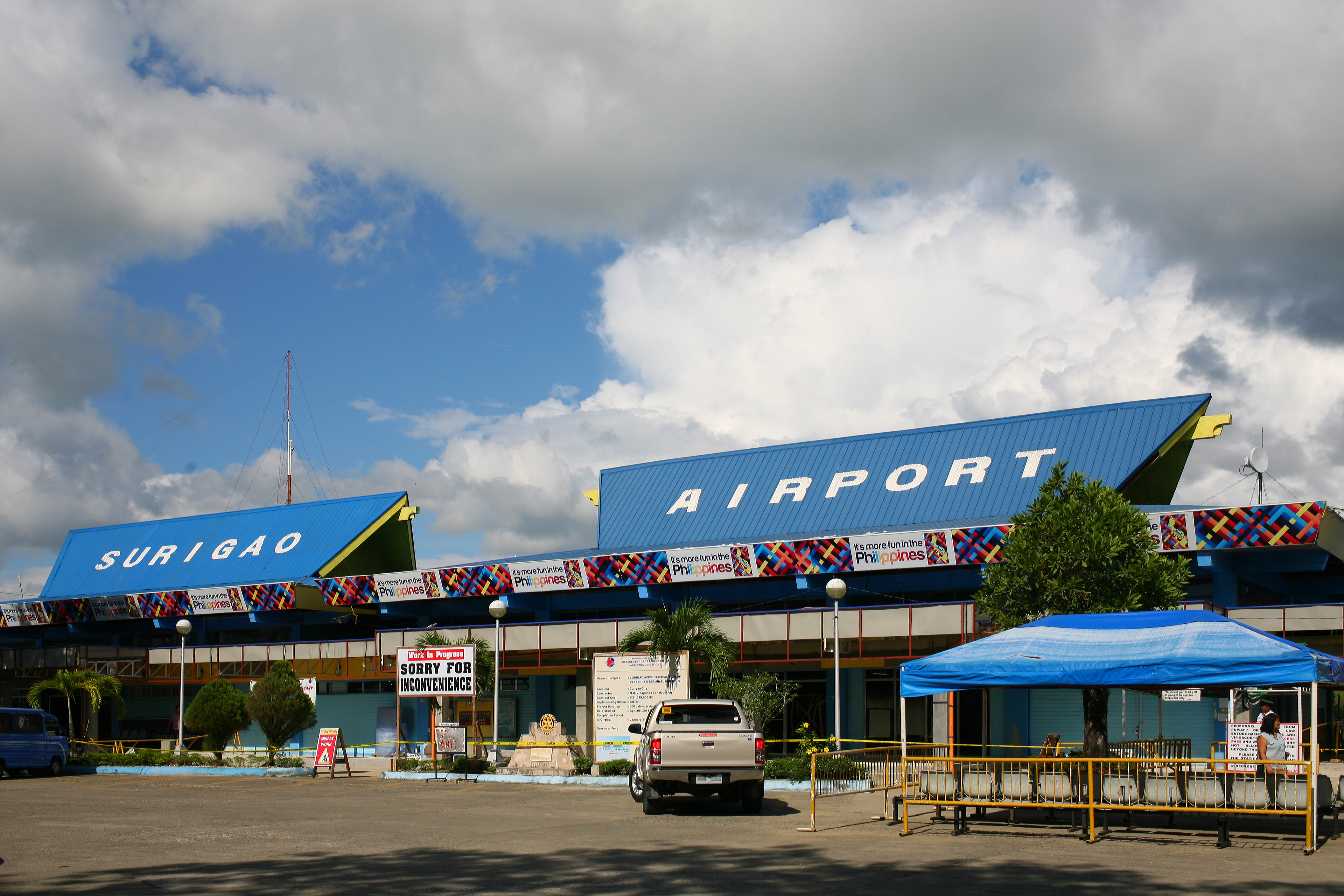
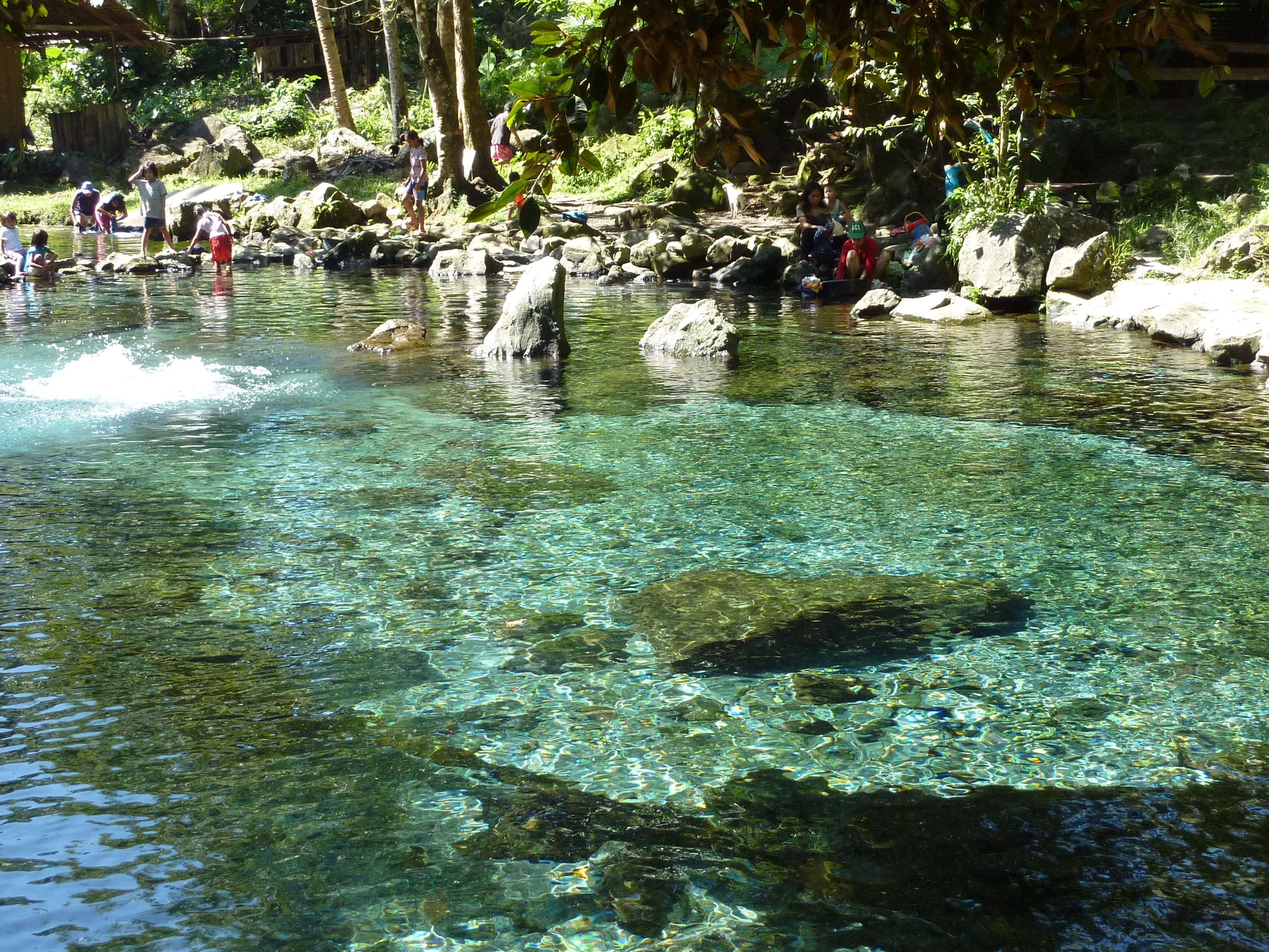

## الموقع
تشترك في الحدود مع:
- أغوسان ديل نورت.

## التقسيمات الإدارية
- مدينة سوريجاو
- Alegria, Surigao del Norte [الإنجليزية]‏
- Bacuag [الإنجليزية]‏
- Burgos, Surigao del Norte [الإنجليزية]‏
- Claver, Surigao del Norte [الإنجليزية]‏
- Dapa, Surigao del Norte [الإنجليزية]‏
- Del Carmen, Surigao del Norte [الإنجليزية]‏
- General Luna, Surigao del Norte [الإنجليزية]‏
- Gigaquit [الإنجليزية]‏
- Mainit [الإنجليزية]‏
- Malimono [الإنجليزية]‏
- Pilar, Surigao del Norte [الإنجليزية]‏
- Placer, Surigao del Norte [الإنجليزية]‏
- San Benito, Surigao del Norte [الإنجليزية]‏
- San Francisco, Surigao del Norte [الإنجليزية]‏
- San Isidro, Surigao del Norte [الإنجليزية]‏
- Sison, Surigao del Norte [الإنجليزية]‏
- Socorro, Surigao del Norte [الإنجليزية]‏
- Tagana-an [الإنجليزية]‏
- Tubod, Surigao del Norte [الإنجليزية]‏
- Sta. Monica, Surigao del Norte [الإنجليزية]‏.